# Elecciones generales de Sudán del Sur de 2010
Las elecciones generales en Sudán del Sur se celebraron entre el 11 al 15 de abril de 2010 como parte de las elecciones generales de Sudán ese mismo mes. El resultado fue una victoria de Salva Kiir Mayardit del Movimiento de Liberación del Pueblo de Sudán, que obtuvo casi el 93% de los votos escrutados.  Los ganadores de estas elecciones de 2010 continuaron en el cargo tras la independencia formal de Sudán del Sur tras el referéndum de 2011.

## Resultados

### Presidente
| Candidatos | Candidatos          | Partido                                    | Resultados | Resultados |
| Candidatos | Candidatos          | Partido                                    | Votos      | %          |
| ---------- | ------------------- | ------------------------------------------ | ---------- | ---------- |
|            | Salva Kiir Mayardit | Ejército de Liberación del Pueblo de Sudán | 2,616,613  | 92.99      |
|            | Lam Ako             | Cambio Democrático                         | 197,217    | 7.01       |

### Asamblea Legislativa
| Partido | Partido                                    | Escaños obtenidos |
| ------- | ------------------------------------------ | ----------------- |
|         | Ejército de Liberación del Pueblo de Sudán | 161               |
|         | Independientes                             | 7                 |
|         | Cambio Democrático                         | 1                 |
|         | Partido del Congreso Nacional              | 1                 |